# 邹国厚
邹国厚（1908年—1999年），中国人民解放军将领、中国人民解放军开国少将。
曾任河北省公安总队总队长。1955年，授予中国人民解放军少将。